# David Ramsey
David Paul Ramsey (ur. 17 listopada 1971 w Detroit) –  amerykański aktor, reżyser i zawodnik sztuk walki. Występował jako John Diggle / Spartan w serialu The CW Arrow i jako Anton Briggs w serialu Showtime Dexter, a także w roli Josepha w melodramacie  Rodrigo Garcíi Matka i dziecko (2009).

## Życiorys
Urodził się w Detroit w stanie Michigan jako czwarte z pięciorga dzieci Jeraldine i Nathaniela Ramseyów. Po występie w kościele, zainteresował się aktorstwem. Po ukończeniu Mumford High School, uczęszczał na Wayne State University. Trenował boks, sztuki walki, w tym taekwondo, Wing Chun, kick-boxing, kung-fu i zdobył czarny pas w Jeet Kune Do, sztukę walki stworzoną przez Bruce’a Lee. Stał się też miłośnikiem motocykli.
Od 25 sierpnia 1997 do 19 maja 1998 występował na małym ekranie jako pastor David Randolph w sitcomie UPN Good News. W telewizyjnym filmie Fox Ali: Amerykański bokser (Ali: An American Hero, 2000) wcielił się w tytułową rolę jednego z największych ikon boksu i prawdziwej legendy tego sportu Muhammada Alego. Można go było także dostrzec w niewielkiej roli Sidneya w dramacie Podaj dalej (Pay It Forward, 2000), a także jako Briana w czterech odcinkach sitcomu NBC Kocham tylko ciebie (For Your Love, 2000–2001). Po występie w południowoafrykańskiej komedii Mr. Bones (2001) jako Vince Lee, gościł w serialach takich jak All of Us (2005), Zaklinacz dusz (2005–08), Prezydencki poker (2006), CSI: Kryminalne zagadki Las Vegas (2006), Hollywood Residential (2008), Rączy Wildfire (2008) i Chirurdzy (2010).
W latach 2008–2009 pojawił się w sezonie 3 i na początku sezonu 4 w 17 odcinkach serialu Dextera jako Anton Briggs, poufny informator palący trawkę, który ma romans z Debrą Morgan. W krótkotrwałym serialu NBC Outlaw (2010) u boku Jimmy’ego Smitsa w roli najmłodszego w historii sędziego Sądu Najwyższego Stanów Zjednoczonych wystąpił jako Al Druzinsky.
W 2012 przyjął rolę jako John Diggle, weteran wojskowy, który jest partnerem Olivera, powiernikiem, ochroniarzem w serialu Arrow. Później, od czwartego sezonu zyskał alter ego Spartan. Odcinek 7 pt. „Past Sins” był reżyserskim debiutem Ramseya.